# Miłuki (powiat szczycieński)
Miłuki (niem. Milucken) – wieś w Polsce położona w województwie warmińsko-mazurskim, w powiecie szczycieńskim, w gminie Pasym, nad jeziorem Kalwa.
Miejscowość w 2013 roku liczyła 25 mieszkańców. Wraz z miejscowością Michałki tworzy sołectwo Michałki-Miłuki. Funkcję sołtysa sprawuje Zbigniew Kaczmarczyk.

## Historia
W 1379 roku wielki mistrz Winrych von Kniprode nadaje nadaje braciom Kiersztanowi i Otonowi z Olszyn 150 włók na prawie chełmińskim (w tym Miłuki) oraz wolne rybołówstwo. W sprawach sądowych z Prusakami bracia mieli odpowiadać przed komturem.
W latach 1975–1998 miejscowość należała administracyjnie do województwa olsztyńskiego. Ponowne zmiany podziału administracyjnego państwa umiejscowiły ją w powołanym 1 stycznia 1999 roku województwie warmińsko-mazurskim, w powiecie szczycieńskim.